# Bruce Gilden
Bruce Gilden, född 1946, är en amerikansk gatufotograf, som är mest känd för sina bilder från New Yorks gator. Han är medlem i Magnum. Filmen Misery Loves Company: The Life and Death of Bruce Gilden, en dokumentär producerad 2007, handlar om Gildens liv.

## Utmärkelser
- 1979: New York Foundation for the Arts (Artist’s Fellowship), New York, USA
- 1980: National Endowment for the Arts Photographer’s Fellowship
- 1984: National Endowment for the Arts Photographer’s Fellowship; New York Foundation for the Arts (Artist’s Fellowship), New York, USA
- 1992: National Endowment for the Arts Photographer’s Fellowship; New York Foundation for the Arts (Artist’s Fellowship), New York, USA
- 1994: New York Foundation for the Arts (Artist’s Fellowship), New York, USA
- 1996: European Publishers’ Award for Photography; Villa Medicis Hors les Murs Artist’s Fellowship
- 1999: The Japan Foundation Artist’s Fellowship
- 2000: New York Foundation for the Arts (Artist’s Fellowship), New York, USA